# Spelen of sterven
Spelen of sterven is een Nederlandse dramafilm uit 1990 van Frank Krom, gebaseerd op het gelijknamige boek van Anna Blaman met onder anderen Geert Hunaerts, Tjebbo Gerritsma, Hilde Van Mieghem en Diane Lensink.

## Verhaal
1955. De introverte vijftienjarige schooljongen (Kees) is intelligent, ingetogen, gevoelig en een buitenbeentje. Hij wordt op zijn jongensschool belachelijk gemaakt (verbaal en fysiek) door klasgenoten en zelfs leerkrachten. Zijn ontwakende seksuele interesse gaat uit naar jongens, en met name naar de fraai atletische klasgenoot Charel, de grootste bullebak van de klas.

## Rolverdeling
| Acteur            | Personage         |
| ----------------- | ----------------- |
| Geert Hunaerts    | Kees              |
| Tjebbo Gerritsma  | Charel            |
| Hilde Van Mieghem | Lerares Frans     |
| Diane Lensink     | Moeder            |
| Wim van der Grijn | Vader             |
| Joost Hienen      | vriend van Charel |
| Cock van der Lee  | vriend van Charel |
| Mike Starink      | vriend van Charel |
| Marc van Uchelen  | vriend van Charel |
| Simon Gribling    | Leraar            |
| Titus Muizelaar   | Leraar            |

## Trivia
- Engelse titel is To Play or to Die